# Taurid rassz
A taurid rassz vagy anatóliai rassz egy sötét színkomplexiójú, rövid fejű, hosszú orrú rassz, mely a magyaroknál a legfelső vezetőrétegben, pl. az Árpádoknál volt megtalálható. Mai előfordulása kb 5-8% hazánkban.

## Testi jellegek
Testalkata arányos. A vállszélesség nagy, a testalkat idősebb korban esetlennek tűnő, a végtagok viszonylag rövidek és a kéz széles. Hajlamos a hízásra. A testmagasság általában közepes, régebben a férfi átlag magasság 164-166 cm volt, ma ennél magasabb is lehet. A fej nagyon rövid, átlagosan 85 körüli. A fej magas, a homlok nagyon- vagy mérsékelten széles és hátrafelé hajló, a nyakszirt kissé lapos. A csontos szemöldökív jól fejlett. Az arc közepesen hosszú, a járomívek fekvése következtében kissé széles. Az egész arc egyenes állású. Jellemző az arc síkjából erősen kiálló széles, nagy, húsos, többnyire erősen hajlott orr. Az orrhát elérheti a felső ajkak magasságát is. Az orrcimpák magasan fekszenek, előre megnyúltak vagy odalapultak, az orrlyukak keskenyek. A nagy orr mellett a szemek kicsinek tűnnek, a felső szemhéj fedőránca enyhén fejlett vagy sokszor teljesen hiányzik. A járomcsonti mélyedés jelentős, a felső állcsont magas. Az állkapocs erőteljes. A száj nagy, az ajkak aránylag szélesek, a felső ajak az alsó ajak előtt álló. Gyakoriak a lapát fülek és az összenőtt szemöldök.
A színkomplexió sötét; a szem- és hajszín sötét; sötétbarna, a bőr sárgás világosbarna. Az egyenes vagy enyhén hullámos haj aránylag vastagszálú. A testszőrzet erős, a szakáll és a szemöldök dús.

## Elterjedése
Elsődleges elterjedési területe Anatólia keleti része, a Toros-hegység, Irán, Kaukázus, Mezopotámia, de megtalálható Dél-Európa nagy részén is.

### Kárpát-medence
A Kárpát-medencében elsősorban a szkítáknál, a szarmatáknál és az avaroknál találjuk, de honfoglaló magyar temetőkből is előkerültek taurid típusú csontvázak. Később a jászokkal került be Magyarország területére. E jelleg a magyarság összetételében is mindig fontos szerepet játszott. Észak felé haladva egyre ritkábban található meg. Hazai előfordulása Bartucz Lajos szerint kevesebb, mint 4-5%, de a Hajdúságban a 30%-ot is elérheti. Gyakori az előfordulása Erdélyben, a Dél-Alföldön, a Kiskunságban, a Nagykunságban és a Dél-Dunántúlon.